# Ferme à sang
Une ferme à sang est un élevage équin extensif collectant du sang de juments gestantes pour fournir le marché pharmaceutique de la gonadotrophine chorionique équine (ecG), une hormone utilisée en élevage bovin, ovin, caprin et porcin. Cette hormone permet de synchroniser les chaleurs au sein d’un lot de femelles et/ou d’obtenir des naissances à contre-saison pour les espèces dont la reproduction est saisonnière (chèvres et moutons, par exemple) afin d’avoir une production tout au long de l’année ou plus importante à certains périodes. Ce produit augmente ainsi non seulement la cadence de la production de lait mais aussi le nombre de naissances par femelle. 
Ces élevages existent en Argentine, en Uruguay, et en Islande. 
Ils sont souvent par définition maltraitants : en plus de l'exploitation des chevaux pour leur sang, inhérent à leur production, des gestations répétées, les avortement des fœtus de poulains, et la réforme des juments pour leur viande, font partie intégrante des pratiques de ce type d'élevage. 
Les associations de protection animale déplorent l'absence de lois réglementant l'élevage des chevaux pour leur sang, notamment concernant le volume qu'il est possible de collecter en garantissant le minimum de risques pour la santé des juments (anémie, avortement, collapsus de la veine jugulaire, formation d'hématomes, choc hypovolémique...).

## Dénonciation internationale
Plusieurs associations de protection animale dénoncent les actes de cruauté envers les animaux commis dans les fermes à sang,.
Aux États-Unis, Animals Angels rapporte que les fermes à sang d'Argentine et d'Uruguay prélèvent dix litres de sang aux juments gestantes à chaque ponction, et laissent mourir sur place les animaux trop faibles pour le supporter. Animals Angels dénonce aussi les méthodes d'élevage, en particulier l'utilisation excessive d'aiguillons électriques pour faire avancer les juments. L′Animal Welfare Foundation témoigne n'avoir pu enquêter dans la ferme à sang de Loma Azul, en Uruguay, car le lieu est gardé par des militaires. Elle cite néanmoins 795 chevaux envoyés à l'abattoir par cette ferme en 2014.
Fin 2022, le quotidien Le Monde souligne la perpétuation des maltraitances de juments dans les fermes à sang d'Amérique du Sud.

## Clients
La société américaine Zoetis est cliente des fermes à sang de Syntex depuis 2015,. Le laboratoire espagnol Hipra, client des fermes à sang sud-américaines, n'a jamais répondu aux accusations des associations de protection animale.
Les laboratoires MSD (Merck & Co.), initialement clients des fermes à sang sud-américaines, ont annoncé en juin 2017 cesser leurs importations depuis l'Amérique du Sud.
Selon Libération, le laboratoire Ceva Santé animale s’approvisionne auprès de Syntex, en Argentine, et justifie ce choix par la visite d'un expert indépendant accompagné d’une équipe en interne et par celles du ministère de l’Agriculture argentin, pour s’assurer que les conditions d’élevage seraient décentes. Le 25 juillet 2018, Ceva annonce l'ouverture d'une enquête de vérification de la qualité de vie des juments concernées. Le 3 août 2018, le laboratoire indique (sur son site) renoncer à se fournir en Amérique du Sud,.
Plusieurs laboratoires, dont les deux principaux clients de Syntex, se sont alors tournés vers les fermes à sang d'Islande, qui sont à leur tour critiquées en 2021. 
Le laboratoire français Biové, qui importe l'eCG pour la revendre en France, a annoncé fin 2022 cesser ses importations et s'engager à détruire ses stocks,.   

## Lieux d'implantation
D'après l'enquête de Sarah Finger, l'Islande compte en 2021 une centaine de fermes à sang exploitant environ 5 000 juments.